# Trichotosia mcgregorii
Trichotosia mcgregorii là một loài thực vật có hoa trong họ Lan. Loài này được (Ames) Schuit. & de Vogel mô tả khoa học đầu tiên năm 2003.